# Parsevals identitet
I funktionsanalyse er Parsevals identitet (også kendt som Parsevals lighed) en Pythagoræisk sætning for indre produkt-rum opkaldt efter den franske matematiker Marc-Antoine Parseval. Sætningen siger, at hvis B er en ortonormalbasis i et fuldstændigt indre produkt-rum (dvs. et Hilbertrum), gælder, at
{\displaystyle \|x\|^{2}=\langle x,x\rangle =\sum _{v\in B}\left|\langle x,v\rangle \right|^{2}.}
Identitetens navn stammer fra Parsevals sætning for Fourierrækker, som er et specialtilfælde.
Parsevals identitet kan bevises ved brug af Riesz-Fischer-sætningen.